# خروف البحر الأمريكي
خروف البحر الأمريكي (الاسم العلمي: Trichechus manatus) (بالإنجليزية: West Indian manatee)‏ هو نوع من الحيوانات يتبع جنس خروف البحر من فصيلة خرفان البحر. طوله نحو ٣٠٠ سم. وزنه نحو ٢٥٠ كغ. ثوبه أرمد أزرق يسمر ويعبق مع اقترابه من ثبج الظهر. هلبه إلى الصفرة. يكثر قرب شواطئ الأنتيل وافلردة.